# Pseudancyronyx concolor
Pseudancyronyx concolor is een keversoort uit de familie beekkevers (Elmidae). De wetenschappelijke naam van de soort werd in 1920 gepubliceerd door Antoine Henri Grouvelle.